# Canım Hoca Mehmed Pacha
Canım Hoca Mehmed Pacha ou Gianum Hogia (1640-1737), militaire ottoman des XVIIe et XVIIIe siècles. « Pacha » est son titre de fonction. Musulman de Coron dans le sud de la Morée ottomane (Péloponnèse), il est capturé par les Vénitiens pendant la guerre de Morée (1684-1699) et sert pendant sept ans comme rameur sur les galères de Venise. Il est racheté pour une rançon de 100 ducats d'or.

## Biographie

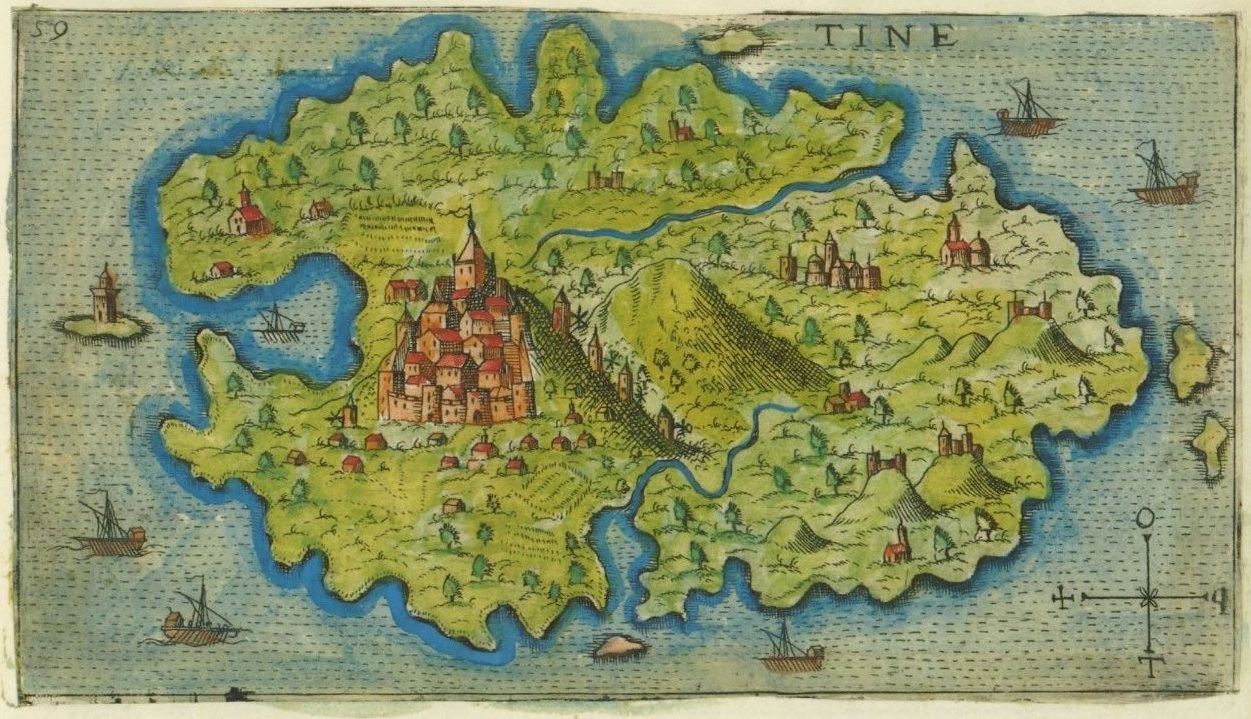
L'île de Tinos, carte vénitienne de Giacomo Franco, 1597

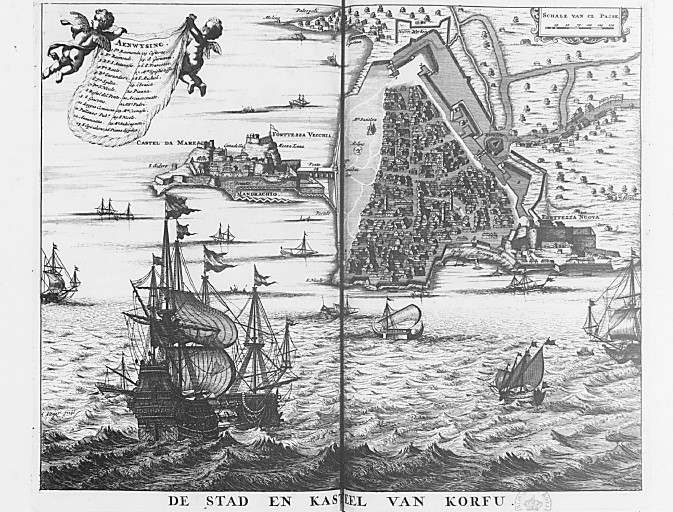
Plan de Corfou, Amsterdam, 1688

En décembre 1714, au début de la guerre vénéto-ottomane de 1714-1718, il est nommé capitan pacha (commandant en chef de la marine ottomane). Il se signale par la prise de Tinos dans les Cyclades et traite humainement ses captifs vénitiens, à la différence d'autres chefs ottomans. Le 8 juillet 1716, il commande une expédition contre Corfou, centre des îles Ioniennes vénitiennes. Après la bataille navale indécise du 8 juillet et l'échec de plusieurs assauts terrestres, il doit lever le siège et rembarquer ses troupes le 26 août. Il est démis de son poste en février 1717.
Il est de nouveau nommé capitan-pacha pour quelques jours en novembre 1730 pendant le coup d'État de Patrona Halil : il encourage le sultan à réprimer la rébellion en éliminant ses chefs. Il entre en fonction et prend possession de l'Arsenal impérial ottoman le 22 novembre. Le matin du 24 novembre, il reçoit la visite de Patrona Halil à l'arsenal et simule la plus grande estime et amitié pour lui ; mais, le soir même, il participe avec le grand vizir, le grand mufti (en) et le khan de Crimée Mengli II Giray, au conseil qui décide de la mort du rebelle. Le 25, Patrona Halil est invité au palais impérial sous prétexte de lui remettre le commandement de l'armée contre la Perse et massacré avec ses partisans. Selon certaines versions, Canım Hoca Mehmed participe lui-même à l'exécution à la tête d'une troupe de soldats de marine.
En mars 1732, Canım Hoca Mehmed est nommé gouverneur du sandjak d'Eğriboz (Eubée et Attique). Il est de nouveau capitan pacha en mai 1733. Il fait campagne dans la mer Noire et la mer d'Azov pour défendre la ville d'Azov contre les Russes.
En 1737, il est démis de ses fonctions et se retire à Kütahya où il meurt la même année.

## Sources et bibliographie
- (en) Cet article est partiellement ou en totalité issu de l’article de Wikipédia en anglais intitulé « Canım Hoca Mehmed Pasha » (voir la liste des auteurs) dans sa version du 31 mai 2016.
- Charles Perry, A View of the Levant: Particularly of Constantinople, Syria, Egypt, and Greece, 1743.